# Heimbuchenthal
Heimbuchenthal es un municipio alemán, ubicado en el distrito de Aschaffenburg, en el Regierungsbezirk de Baja Franconia, en el Estado federado de Baviera. Asimismo, es la sede de la comunidad administrativa (Verwaltungsgemeinschaft) de Mespelbrunn y un balneario recreativo reconocido por el Estado (Erholungsort).
Heimbuchenthal se encuentra en la parte superior del valle Elsava en el parque natural de Spessart (Naturpark Spessart).